# 河原田盛美
河原田 盛美（かわらだ もりはる/もりよし、天保13年10月5日（1842年11月7日） - 大正3年（1914年）8月15日）は、幕末・明治の農学者。一時、会津藩や内務省・農商務省に出仕していた。

## 生涯
陸奥国会津郡宮沢村（現在の福島県南会津町）の天領名主の子に生まれる。若い頃から農学を研究して、養蚕の改良に務める。彼の指導の下で生産された生糸は、横浜にて大いに売れたという。後に会津藩に召され、戊辰戦争では農兵隊を率いて国境警備などにあたる。明治2年（1869年）に会津藩に出仕して生産局の役人となり、明治6年（1873年）に大蔵省に出仕した。明治8年（1875年）には、琉球藩内務省出張所に出向して琉球処分の後始末を行うとともに物産の研究にあたった。その後、近衛家に仕えたり、農商務省に出仕して水産担当となり、日本の水産学の興隆に尽くした。明治24年（1891年）に郷土に帰農したが、地元の農業・水産業の新興に務め、農業・水産・琉球関係の著作を多く著した。明治36年（1903年）には福島県会議員となった。

## 著書
- 『沖縄物産志 附・清国輸出日本水産図説』河原田盛美 著；増田昭子 編；高江洲昌哉・中野泰・中林広一 校注、平凡社〈東洋文庫〉、2015年、ISBN 9784582808599。

## 親族
- 養子 河原田稼吉 文部大臣、内務大臣、大阪府知事
- 実子 河原田盛雄 県議会議員、議長